# El cuento de Ferdinando

El cuento de Ferdinando (1936) es la obra más conocida escrita por el autor estadounidense Munro Leaf e ilustrado por Robert Lawson. Es un libro para niños que cuenta la historia de un toro que prefiere oler las flores en lugar de luchar en las corridas de toros. Se sienta en el medio de la plaza de toros y no le presta atención ni le da importancia a cualquiera de las provocaciones del matador y los otros para luchar.
El libro fue puesto a la venta nueve meses antes del estallido de la guerra civil española, y fue visto por muchos partidarios de Francisco Franco como un libro pacifista. Fue prohibido en muchos países, incluso en España. En la Alemania nazi, Adolfo Hitler ordenó que el libro fuera quemado, mientras que José Stalin, el líder de la Unión Soviética, le concedió estatus privilegiado como el libro de los únicos niños no comunistas permitido en Polonia. El líder de la India Mahatma Gandhi lo llamó su libro favorito.
Leaf declaró que escribió la historia, como el capricho de una tarde en 1935, en gran parte motivado para proporcionar a su amigo, el ilustrador Robert Lawson (entonces relativamente desconocido) un foro en el que mostraría sus talentos.
El paisaje en el que Lawson coloca al ficticio Ferdinando es más o menos real. Lawson reproduce fielmente la vista de la ciudad de Ronda en Andalucía, para su ilustración de Ferdinando siendo traído a Madrid en un carro: se pueden observar el Puente Nuevo ("Puente Nuevo") que atraviesa el cañón del Tajo. 
La película de Disney añadió algunos puntos de vista del lugar exacto de la ciudad de Ronda y el Puente Romano ("puente romano") y el Puente Viejo ("puente viejo") en el comienzo de la historia, que muestra imágenes de Lawson cuando eran más libres de las construcciones modernas. Ronda está muy vinculada al origen de las corridas de toros en España y se considera que su plaza de toros es una de las más antiguas de España. Ésta podría haber sido una de las razones por las que Lawson habría elegido su entorno como escenario para su historia.

## Resumen
El joven Ferdinando no goza de chocar cabezas y empalmarse con otros toros jóvenes, prefiriendo en su lugar estar debajo de un árbol oliendo las flores. Su madre se preocupa de lo que podría hacer en solitario, y trata de convencerlo para jugar con los otros terneros, pero cuando ve que Ferdinando es feliz siendo tal como es, ella lo deja solo.
Cuando los terneros crecen, Ferdinando resulta ser el más grande y más fuerte de los novillos. Todos los otros toros tienen el sueño de ser elegidos para competir en las corridas de toros en Madrid, pero Ferdinando todavía prefiere oler las flores que a la lucha. Cinco hombres llegan a la pradera para elegir a un toro para las peleas. Ferdinando está de nuevo en su propio lugar, oliendo las flores, cuando accidentalmente se sienta en una abeja. Corre violentamente a través del campo, resoplando y estampando. Pensando que Ferdinando es un toro loco, los hombres le cambian el nombre a Fernando el feroz y se lo llevan a Madrid.
Todas las bellas damas de Madrid se vuelven locas por ver la lucha del matador guapo, y Fernando el feroz. Sin embargo, cuando Fernando es llevado a la plaza resulta que este está encantado por las flores en el cabello de las señoras y se acuesta en el medio del ruedo para disfrutar de ellas, todos están molestos y decepcionados. Ferdinando es enviado de nuevo a su prado, donde sigue oliendo las flores.

## Legado
Un peluche de Ferdinando tiene un papel importante en la película de 1940 Bailar es mi destino. El juguete se hace pasar entre varios personajes, de haber sido comprado originalmente como un recuerdo de una visita a un club nocturno llamado Ferdinando. La discoteca tiene una gran estatua de Ferdinando en la parte trasera del escenario.
"Ferdinando" era el nombre en clave elegido por los guardacostas australianos en la Segunda Guerra Mundial por Eric Feldt, comandante de la organización:
Ferdinando no luchaba, pero se sentaba bajo un árbol y olía las flores. Se entiende como un recordatorio para los guarda costas de que no era su deber el luchar y así llamar la atención sobre sí mismos, sino para sentarse con circunspección y discretamente llevar a cabo la recopilación de información. Por supuesto, al igual que su prototipo titular, podrían luchar si fuesen agredidos.
Marvel Comics ofreció crear un personaje recurrente llamado Rintrah en las páginas del Doctor Extraño. Este toro antropomorfo extraterrestre se refiere con frecuencia a él como Ferdinando es de carácter suave y amable.
El ilustrador Betty Fraser utiliza una imagen de un niño que lee el libro de Ferdinando, junto con un toro que huele algunas flores, en el libro Una casa es una casa para mí (A House is A House for Me), escrito por Mary Ann Hoberman.
En la película Pursuit to Algiers, la señora Dunham compara al Dr. Watson con Ferdinando el Toro porque prefiere beber jerez que esforzarse por ir en una caminata de tres millas.
Ferdinando hizo una aparición en la película de 1997 "Strays", un favorito de Sundance escrita/ dirigida/protagonizada por un entonces desconocido Vin Diesel. La historia de Ferdinando, el toro que siguió a su corazón y demostró que sólo porque eres un toro no tienes que actuar como tal, sirve como una gran influencia para el espíritu de la trama de la película.
Ferdinando volvió a aparecer en la película de 2009 Un sueño posible, la historia de Michael Oher, una película con un mensaje metafórico similar al libro de Leaf. La película incluye una escena en la que un entrenador menciona que Michael prefiere mirar a los globos que golpear a alguien. El personaje interpretado por Sandra Bullock y luego responde: "Ferdinando el toro".
Una máscara de goma de Ferdinando aparece en la novela de Stephen King El retrato de Rose Madder.
La historia se desarrolla en el musical incidental "Ferdinando el Toro" por el compositor clásico Mark Fish. Esta pieza ha sido relatada en varios conciertos por los actores, incluyendo David Ogden Stiers, Lauren Lane, y del ganador del premio Emmy Roscoe Lee Browne. Fish y Stiers han coproducido una grabación de una versión reducida de la pieza por el narrador, chelo y piano, también narrado por Stiers, y registrado por el compositor del noroeste Jack Gabel y liberado por de Música del Pacífico Norte. También fue adaptado, en 1971, como una solo pieza para violín y narrado por el compositor británico Alan Ridout.
El cantante y compositor Elliott Smith tenía un tatuaje de Ferdinando el Toro, en la portada del libro de Munro Leaf, en su brazo superior derecho, que es visible en la portada de su disco Either/Or. La banda de rock Fall Out Boy a llamado a su segundo álbum de estudio debajo del árbol del corcho después de leer una frase en el libro.
Richard Horvitz comentó que su amigo y actor Fred Willard realizó esta historia como una obra de teatro en el 5º grado cuando Fred era un niño.
Según un experto, el libro cruza las líneas del género en el que ofrece un carácter a la que los niños y las niñas pueden relacionarse.
El corto se transmite en varios países cada año en la víspera de Navidad como parte de la exposición anual de Navidad de Disney de todos nosotros a todos ustedes. El espectáculo de Navidad es especialmente popular en Suecia, donde se ha emitido desde 1959 y se ha convertido en una tradición Navideña. La sustitución de Ferdinando el toro por el patito feo en 1982 dio lugar a una protesta pública. Al año siguiente, en 1983, el cambio se revirtió y Ferdinando el toro volvió a la televisión sueca.
En 1951, Casa de la revista publicó un Ernest Hemingway cuento infantil llamado El Toro FielThe Faithful Bull). Esta historia ha sido interpretada como una "refutación" para el libro anterior de Leaf.
En el año 2000, una versión en latín del texto fue publicada por la editorial David R. Godine, Publisher como Ferdinandus Taurus.
En la película Who Framed Roger Rabbit de 1988 dicho personaje hace unos cameos en ciertas escenas junto a otras caricaturas

## Adaptaciones al cine
El Cuento de Ferdinando fue adaptado por Walt Disney como un corto de animación titulado Ferdinando el Toro en 1938, en un estilo similar a su serie Silly Symphonies (y, a veces considerado una parte no oficial de la serie). Ferdinando el Toro ganó en 1938 el Óscar al mejor cortometraje animado (historietas).
En 2011, se informó de que la 20th Century Fox Animation adquirió los derechos de la historia para adaptarla en una película de animación por ordenador con Carlos Saldanha para dirigirla. En mayo de 2013, Fox había programado la película, que será producida por Blue Sky Studios, para un estreno el 21 de julio de 2017, con el nombre de Ferdinand (película).